# Jesus Christ Superstars
Jesus Christ Superstars är ett musikalbum från 1996 av den slovenska industrialgruppen Laibach. Albumets tema är religion och dess titel kommer från rockoperan Jesus Christ Superstar, vars ledmotiv finns med på albumet som en cover.

## Låtlista
1. God Is God
2. Jesus Christ Superstar
3. Kingdom of God
4. Abuse and Confession
5. Declaration of Freedom
6. Message from the Black Star
7. The Cross
8. To the New Light
9. Deus Ex Machina